# Agelasta yonaguni praelongipes
Agelasta yonaguni praelongipes es una subespecie de escarabajo longicornio del género Agelasta, categorizada en la tribu Mesosini, de la subfamilia Lamiinae. Fue descrita por Kusama & Irie en 1976.

## Descripción
Mide 10-19 mm de longitud.

## Distribución
Se distribuye por Asia: Japón.